# Георгиевский, Александр Иванович
Алекса́ндр Ива́нович Гео́ргиевский (1830—1911) — русский публицист, статистик, чиновник; один из главных деятелей по введению классической системы образования. Действительный тайный советник, сенатор (с 1910). Основатель и председатель Филологического общества.

## Биография
Родился 31 июля (12 августа) 1830 года в Москве, в семье врача Московского коммерческого училища Ивана Васильевича Георгиевского, который был записан в III часть дворянской родословной книги Московской губернии в 1834 году. Был младшим из шести детей.
В 1839—1845 годах воспитывался в Московском дворянском институте; в 1845—1850 годах учился на историко-филологическом факультете Московского университета. В сентябре 1851 года начал преподавать историю в Московском сиротском доме, а затем в Александровском кадетском корпусе. С 7 ноября 1854 года — на кафедре всеобщей истории и статистики в Ришельевском лицее; при этом с 1857 года он ещё и редактировал «Одесский вестник», а с 1860 года сотрудничал в «Рассвете» О. Рабиновича, где поместил ряд статей.
После брака с сестрой Е. А. Денисьевой сблизился и с Ф. И. Тютчевым; состоял с ним в постоянной переписке и оставил о нём воспоминания. Выйдя 30 мая 1863 года в отставку, он до 1866 года заведовал отделом внешней политики в издаваемых М. Катковым либеральных «Московских ведомостях». С марта 1866 по 1871 год состоял редактором «Журнала Министерства народного просвещения».
В 1865 году защитил магистерскую диссертацию и был избран доцентом по кафедре всеобщей истории Московского университета.
С 1 января 1871 года состоял в чине действительного статского советника. В этом же году был командирован за границу для изучения систем реального и классического образования.
Состоял членом Совета министра народного просвещения (с июля 1871) и председателем Учёного комитета (с 30 апреля 1873). Он принимал активное участие в разработке и осуществлении уставов и положений о гимназиях (1871), о реальных училищах (1872), о начальных народных училищах (1874), университетской реформы 1884 года и др. С 1 января 1877 года — в чине тайного советника; 8 августа 1891 года получил бриллиантовые знаки к ордену Св. Александра Невского; с 14 мая 1896 года — действительный тайный советник.
В 1874 году учредил «Общество классической филологии и педагогики» и состоял его председателем до 1896 года. В 1882 году общество выпускало перевод «Реального словаря классических древностей» и выдвигало его главным редактором, но за массою других занятий должен был отказаться от редакции. Являлся одним из переводчиков словаря.
По его инициативе на средства российского правительства при Лейпцигском университете была открыта классическая гимназия, находившаяся под его особым покровительством.
Георгиевский последовательно выступал за права евреев: ещё в 1860 году он напечатал в «Русском слове» (Кн. III) очерк ο состоянии еврейского вопроса на Западе. Состоя членом «Высшей комиссии» по пересмотру законов ο евреях (1883—1888), он в качестве представителя Министерства народного просвещения поддерживал мнения против введённой в 1886 году ограничительной процентной нормы для евреев в средних и высших учебных заведениях, которая «подарила» империи большое число униженных и оскорблённых бунтарей. А. И. Георгиевский полагал, что распущенность учащихся объясняется порядками самой школы и недостатками учебного персонала, а не влиянием евреев. Он был против установления процентных норм для всех евреев, но говорил о необходимости сделать право на образование евреев социально-сословной привилегией, то есть не допускать в учебные заведения детей евреев только из низших сословий. Был награждён французским знаком офицера народного просвещения.
Умер 15 (28) апреля 1911 года в Санкт-Петербурге. Похоронен на Казанском кладбище в Царском Селе.

## Семья
Был женат на Марии Александровне Денисьевой, сводной сестре тютчевской возлюбленной. Их дети:
- Владимир (1859—1909)
- Лев (1860 — после 1926) — педагог, сенатор, член Государственного совета.
- Михаил (1863—?)
- Надежда (1866—?), жена Бориса Николаевича Делоне.
- Борис (1869—?)
- Софья (1870)